# Psychotria mannii
Psychotria mannii är en måreväxtart som beskrevs av William Philip Hiern. Psychotria mannii ingår i släktet Psychotria och familjen måreväxter. Inga underarter finns listade i Catalogue of Life.